# محمد ريس
محمد ريس (بالتركية: Muhammet Reis)‏ هو لاعب كرة قدم تركي في مركز الوسط، ولد في 27 أكتوبر 1984 في طرابزون في تركيا. شارك مع منتخب تركيا تحت 21 سنة لكرة القدم. أما مع النوادي، فقد لعب مع بالق أسير سبور وطرابزون سبور وعثمانلي سبور وكوجالي سبور ونادي كارديمير كارابوك سبور.

## وصلات خارجية
- محمد ريس على موقع اتحاد تركيا (لاعب) (الإنجليزية)
- محمد ريس على موقع قاعدة بيانات كرة القدم.إي يو (الإنجليزية)
- محمد ريس على موقع Soccerway.com (الإنجليزية)
- محمد ريس على موقع عالم كرة القدم.نت (الإنجليزية)